# Claude Lanthier
Pour les articles homonymes, voir Lanthier.
Claude Lanthier B.Sc. (né le 24 janvier 1933 et mort le 12 avril 2015) est un ingénieur, professeur et ancien politicien fédéral du Québec.

## Biographie
Né à Montréal, Claude Lanthier devint ingénieur et professeur d'architecture à l'Université de Montréal. il a été engagé à titre d’examinateur à l’Ordre des architectes, poste qu’il occupa jusqu’à la fin des années 1990. Membre du conseil d’administration de la SAQ de 1978 à 1984, il fut décoré du grade de chevalier de l’Ordre du mérite agricole de France pour sa contribution exceptionnelle au rayonnement des vins de France au Québec. Élu député progressiste-conservateur de la circonscription de Lasalle lors des élections fédérales de 1984, il fut secrétaire parlementaire du ministre des Finances de 1984 à 1985, du ministre d'État chargé des Sciences et de la Technologies de 1985 à 1986 ainsi que du ministre des Travaux publics de 1986 à 1987. Par la suite, il est nommé commissaire, puis président de la section canadienne de la Commission mixte internationale. 
En 1988, il doit tenter de se faire réélire dans la nouvelle circonscription de LaSalle—Émard, mais il échoue face au candidat libéral Paul Martin.

## Liens
- Ressource relative à la vie publique :   - Parlement du Canada
- Notices d'autorité :   - VIAF